# (36056) 1999 RX32
1999 أر أكس 32 (ويعرف أيضًا باسم (36056) 1999 أر أكس 32 وفق تسمية الكوكب الصغير) (بالإنجليزية: 1999 RX32)‏ هو كويكب ضمن حزام الكويكبات؛ وترتيبه 36056 من حيث الاكتشاف.
اكتُشف هذا الجُرم الفلكي بواسطة Herman Mikuž ‏ في 8 سبتمبر 1999.

## وصلات خارجية
- (36056) 1999 RX32 في قاعدة بيانات مختبر الدفع النفاث لأجرام النظام الشمسي الصغيرة

- الاكتشاف · مخطط المدار ·  العناصر المدارية · المعلمات المادية

- (36056) 1999 RX32 على موقع ويكي سكاي: DSS2, SDSS, GALEX, IRAS, Hydrogen α, X-Ray, Astrophoto, Sky Map, Articles and images